# 池田菊苗
池田 菊苗（いけだ きくなえ、1864年10月8日（元治元年9月8日） - 1936年（昭和11年）5月3日）は、日本の化学者。学位は、理学博士（1902年）。東京帝国大学理学部化学科教授。「日本の十大発明」の一つといわれるうま味成分、L-グルタミン酸ナトリウムの発見者として知られる。

## 概要
現在、世界中で広く普及しているうま味調味料の発見者で、その成分はL-グルタミン酸ナトリウムであることを解明した。幼少期より昆布のだしに関心を持ち、湯豆腐のだし汁昆布の研究に着手。妻である貞を夜、昆布を乾物屋に買いに走らせ1907年（1908年）に約38 kgの昆布（約12kgの乾燥昆布）から煮汁をとり（菊苗は昆布を茹でるだけで昆布を刻んでいたのは妻の貞であった）、うま味の素であるL-グルタミン酸ナトリウム約30 gを得ることに成功。
1908年（明治41年）4月24日には「グルタミン酸を主要成分とする調味料製造法」に関する特許を出願し、3か月後の7月25日に特許登録された。池田から事業経営を任された鈴木三郎助（当時鈴木製薬所代表）により、「味の素」という商品名で製造販売した。その後、味の素株式会社へと発展した。
甘味、酸味、塩味、苦味に次ぐ第五の味とされる「うま味」の存在に関しては、長く学界で議論されてきたが、その後、舌の味蕾に存在する感覚細胞にグルタミン酸受容体が発見されたことから、味覚の一つとして認められるようになり、日本語のUMAMIのまま世界に通じる様になった。その後さらに、消化器官にも受容体があることが明らかにされ、胃にうま味が入ると、消化を促進する効果があるとする生理学的学説が示されている。

## 来歴・人物
- 1864年、薩摩藩の京都藩邸の留守居役池田春苗の次男として山城国京都で出生する[4]。京都府中学、大学予備門を経て、1880年から大阪衛生試験所で化学を学ぶ。1881年、家出して東京へ。
- 1889年、帝国大学理科大学化学科（現・東京大学理学部化学科）卒業、大学院へ進学する。
- 1891年、高等師範学校教授となる。
- 1896年、東京帝国大学理科大学化学科の助教授となる。
- 1899年より、物理化学研究のためにドイツ・ライプツィヒ大学オストワルド研究室に1年半留学する。
- 1901年5月から10月までロンドンに滞在。夏目漱石と同じ下宿に住み、以降親交を持つ。帰国後、東京帝国大学教授に昇進。
- 1902年、理学博士の学位を取得。
- 1907年、甘味、酸味、塩味、苦味の4基本味以外の味成分を「うま味」と名づけ、単離研究に着手。
- 1908年、昆布の旨み成分がグルタミン酸ナトリウムであることを発見。グルタミン酸ナトリウムを主成分とする調味料の製造方法を発明し特許を取得[2]。
- 1909年5月、うまみ調味料「味の素」が鈴木製薬所（現味の素株式会社）から発売された。本人はグルタミン酸を、「具留多味酸」と表記した。
- 1913年、日本化学会会長。
- 1917年、理化学研究所の創立に参加（同化学部長）。
- 1919年、帝国学士院会員に任命される。
- 1923年、東京帝国大学を退職。
- 1936年、死去。墓所は雑司ヶ谷霊園。

高弟に鰹節のうま味成分であるイノシン酸を発見した小玉新太郎がいる。

## 家族
- 父・池田春苗 - 薩摩藩士
- 妻・貞（1873年2月18日 - 1941年10月16日） - 金沢藩家老・岡田棣三女。貞の姉の夫に櫻井錠二
- 長男・醇一（1888年11月6日 - 1974年6月16日） - 中国研究家、味の素嘱託、日中友好協会会員[5]。妻の英は鉄道技術者・本間英一郎（1854－1927）の庶子[6][7]。
- 長女・ふき（1895-没年不詳） - 物理化学者・鮫島実三郎（1890-1973）の妻。実三郎は菊苗の弟子で、東京帝大理学部名誉教授。[8]

## 栄典
位階
- 1891年（明治24年）12月21日 - 従七位[9]
- 1904年（明治37年）2月10日 - 従五位[10]
- 1923年（大正12年）4月30日 - 正三位[11]

勲章
- 1903年（明治36年）12月26日 - 勲六等瑞宝章[12]
- 1912年（大正元年）12月18日 - 勲三等瑞宝章[13]

## その他
- 1907年（1908年[2]）に約38kg（約12kg[2]）の煮汁を取り出した際に、昆布を煮詰めるために用いられた英国製の大蒸発皿は、当時の貴重な資料として、その後も池田教授から鮫島教授、赤松教授、黒田教授、太田教授へと受け継がれ、現在も東京大学大学院理学系研究科研究室にある[1]。
- 住居兼研究室は1925年（大正14年）に建てられた鉄筋コンクリート造の建物で、戦後に学校法人三浦学園の所有となり品川学藝高等学校の1号館として使用されている[14]。